# دوشیزه‌ماهی خاردار
دوشیزه ماهی خاردار (نام علمی: Acanthochromis polyacanthus) نام یک گونه از تیره شقایق‌ماهیان است. این گوته در غرب اقیانوس آرام یافت می‌شود.

## پراکندگی و زیستگاه
دوشیزه ماهی خارداردر در غرب اقیانوس آرام زیست می‌کند. این گونه در غرب و مرکز اندونزی، پاپوآگینه نو، شمال استرالیا، و مجمع الجزایری مانند فیلیپین و لوزون هم شناخته شده است. این گونه در میان صخره‌های مرجانی در اعماق ۱–۶۵ متری زیست می‌کند اما معمولاً در اعماق ۴–۲۰ متری دیده شده است.